# Sankaramanallur
Sankaramanallur é uma panchayat (vila) no distrito de Coimbatore, no estado indiano de Tamil Nadu.

## Demografia
Segundo o censo de 2001,  Sankaramanallur  tinha uma população de 9541 habitantes. Os indivíduos do sexo masculino constituem 50% da população e os do sexo feminino 50%. Sankaramanallur tem uma taxa de literacia de 58%, inferior à média nacional de 59.5%: a literacia no sexo masculino é de 68% e no sexo feminino é de 47%. Em Sankaramanallur, 11% da população está abaixo dos 6 anos de idade.